# Станіслав Стадницький (зигвульський староста)
Станіслав Стадницький (пол. Stanisław "Diabeł" Stadnicki; бл. 1551 м. Ґміна Дубецько — 4 серпня 1610, с. Тарнавець) — шляхтич гербу Шренява Перемишльської землі Руського воєводства, староста сігулдський (зиґвульський), кальвініст.

## Родина

Герб Шренява

Його батьком був Станіслав Матвій Стадницький (?—1563) — діяч реформації, посол Сейму, дідом — придворний короля, підкоморій перемишльський, сяноцький каштелян Станіслав Стадницький гербу Дружина (?—1542). Матір Барбара походила з роду Зборовських. Його братами були Мартин — каштелян сяніцький, керівник двору Марини Мнішек, Ян, Самуель, Андрій, Петро, Миколай, сестра Катерина. Був одружений з Анною Зємецькою, у шлюбі з якою народились сини Владислав, Сигізмунд, Станіслав і донька Феліціана. Родина фінансово підтримувала збір кальвіністів у Ланьцуті. Синів, онуків Станіслава Стадницького звали «Дияволятами» і багато з них не дожили до природної смерті.
- Син Владислав загинув у збройній бійці у с. Кремениця (1610).

- Сигізмунд мав буйний характер батька. Він напав на двір 80-річного шляхтича, вбив того і пограбував його понад 100-літню матір, згодом — місцеву церкву. За один день в с. Рудавці в приступі гніву порубав 25 мешканців. Зрештою розігнав зброєю Сеймик, через що староста Мартин Красицький вислав погоню. Він надіявся схоронитись у монастирі Лежайська, де його піймали, відвезли до Ланьцута і без суду розстріляли над рікою (1622). Голову відвезли М. Красицькому, який виплатив винагороду.

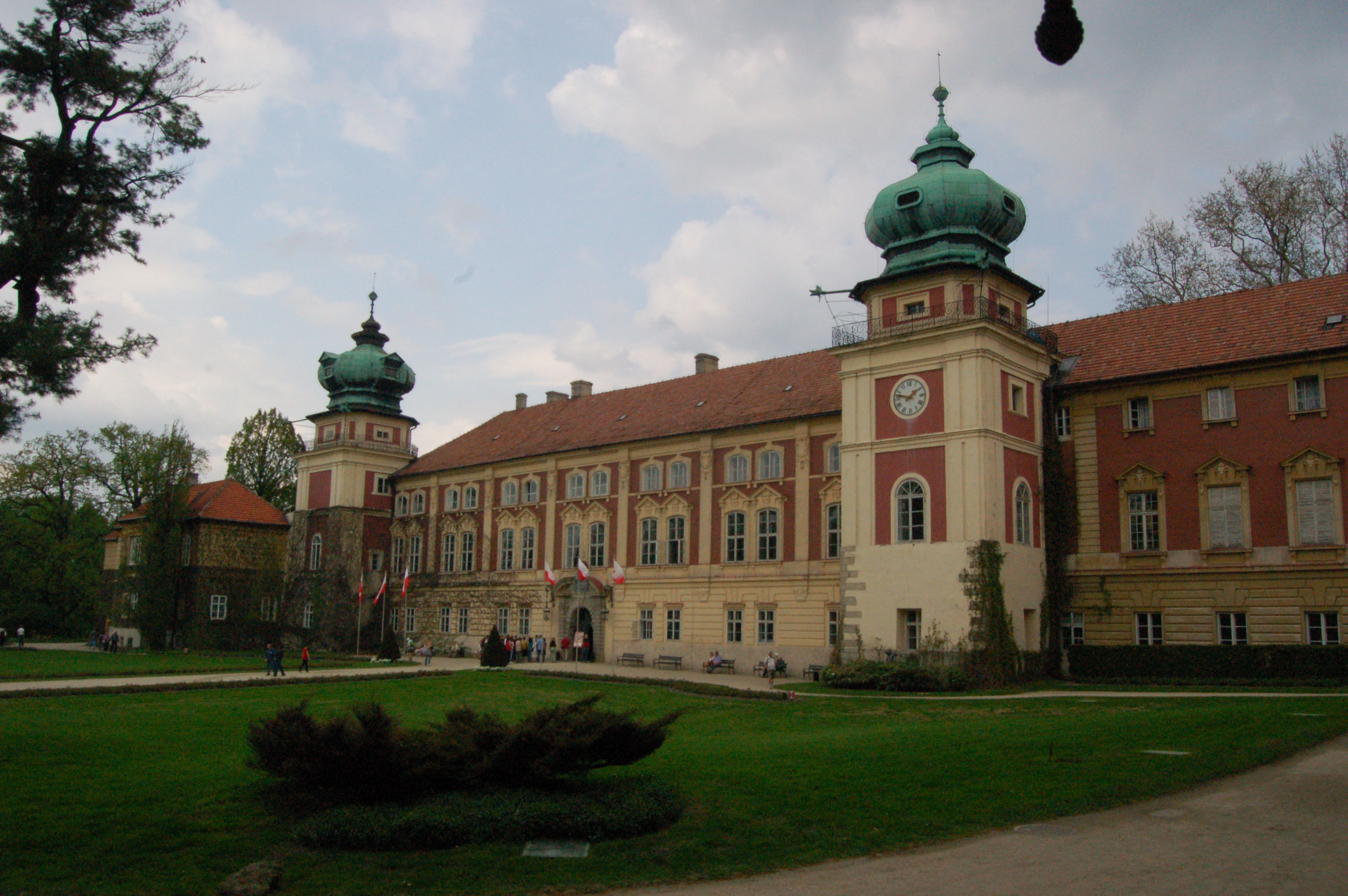
Давніша частина замку Любомирських у Ланьцуті

- Станіславу ІІ Стадницькому на відміну від брата вдалось втекти від погоні, оселитись під Краковом, де його сліди загубились. Казали, що спробував проявити родинний буйний характер, але був навіки заспокоєний сусідами. Начебто мав три дружини, з яких одну задушив, а іншу втопив. Через борги, судові позови він продав за 250 000 золотих маєтності у Ланьцуті Станіславові Любомирському, який значно розбудував замок (1628).

- Онук Станіслав ІІІ Стадницький в час Потопу захопив Беч, визнаючи королем Карла Х Густава . Замість очікуваних шведських військ підійшло коронне військо і голову Станіслава ІІІ на ринку стяв кат (1656). На ньому за легендою вигасла чоловіча лінія спадкоємців Станіслава Стадницького.

## Військові походи
Ротмістр хоругви з 50 кавалеристів Станіслав Стадницький брав участь у війнах короля Стефана Баторія з Гданськом (1576—1577), Московією (1577—1582). Після повернення з Пруссії перебував у Кракові, де студенти і міщани напали на лютеранську похоронну процесію (1578). Разом з своїми військовими розігнав натовп, побивши студентів. Сучасники відзначали відвагу, стратегічні таланти С. С. У боях в Московії 8 вересня 1581 року відзначився при штурмі Пскова, серед перших вдершись на вали. У битві під Торопцем 20 вересня 1580 року врятував життя ротмістру Миколаєві Язловецькому, якого оточили вороги. За війну він отримав 1000 злотих винагороди і староство Сігулдське в Латгалії, куди не поїхав. С. Стадницький вирішив, що його участь не була оцінена належним чином. Незабаром канцлер Ян Саріуш Замойський стратив його родича Самуеля Зборовського (1584), що негативно сприйняла шляхта і, мабуть, вплинуло на поведінку С. С. Декотрі сучасні дослідники припускають, що Стадницького могли недооцінити через те, що він був лютеранином.

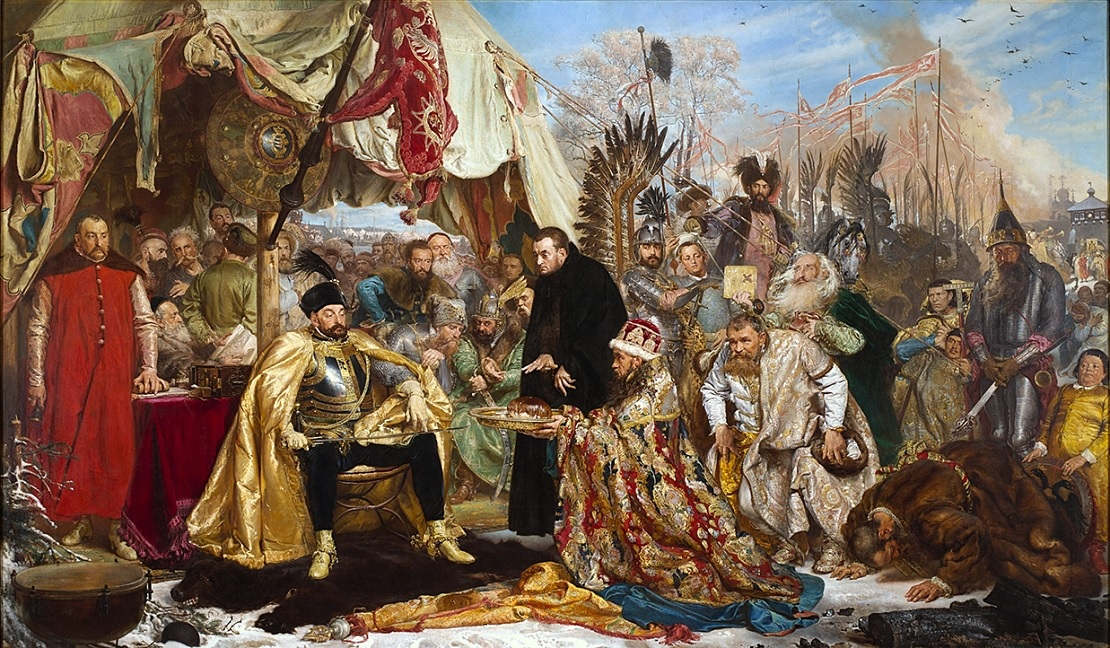
Стефан Баторій під Псковом. Худ. Ян Матейко

На Сеймику 1585 у Судовій Вишні виступив проти діяльності канцлера Яна Замойського, зірвав Сеймик, захопивши господу прибічника канцлера — старости перемишльського Яна Дрогойовського. Через складну політичну ситуацію король відмовився подати на позов до сеймового суду на Стадницького, який на брамі старости прикріпив картку із загрозою швидкої смерті (що зрештою сталось через два десятиліття).
Після смерті короля Стефана Баторія готував замах старосту краківського Миколая Зебжидовського на Сеймику краківського воєводства (1587). Та після стрілянини в костелі ніхто не постраждав.
При новому безкоролів'ї Стадницький зібрав загін з 220 гусарів, 400 піхотинців, виступивши на підтримку кандидата ерцгерцога Максиміліана Габсбурга, обраного на Сеймі королем. Разом з Кшиштофом Зборовським, Еразмом Ліхтенштайном планував викрасти іншого претендента на корону — Сигізмунда Вазу, якого пізніше проголосила королем частина шляхти. Разом з 2 тисячами вояків 12 листопада 1587 вони розбили передовий загін супроводу претендента, якому навколишніми шляхами вдалось добратись до Кракова. Стадницький захопив обоз Яна Остроруга, декілька турецьких коней, 30 полонених, відіславши трофеї до свого табору під Краковом. Ян Остроруг оцінив збитки в 30 000 золотих. Після невдалої спроби захоплення Кракова відступив з прибічниками Максиміліана до Сілезії. Згодом брав участь в облозі замку Ольштин біля Ченстохови (1587). Після битви під Бичиною (24 січня 1588) уник полону, втікши з поля бою. Зібравши рештки війська, пограбував у Краківському воєводстві маєтки прихильників нового короля — Потоцьких, старости любачівського Яна Плази, Тенчинських, Остророгів та інших. Внаслідок цього через загрозу подання декількох судових позовів і присудів до баніції він покинув Річ Посполиту і виїхав підконтрольної Габсбургам частини Угорщини, де у війську імператора Рудольфа ІІ бився з турками.

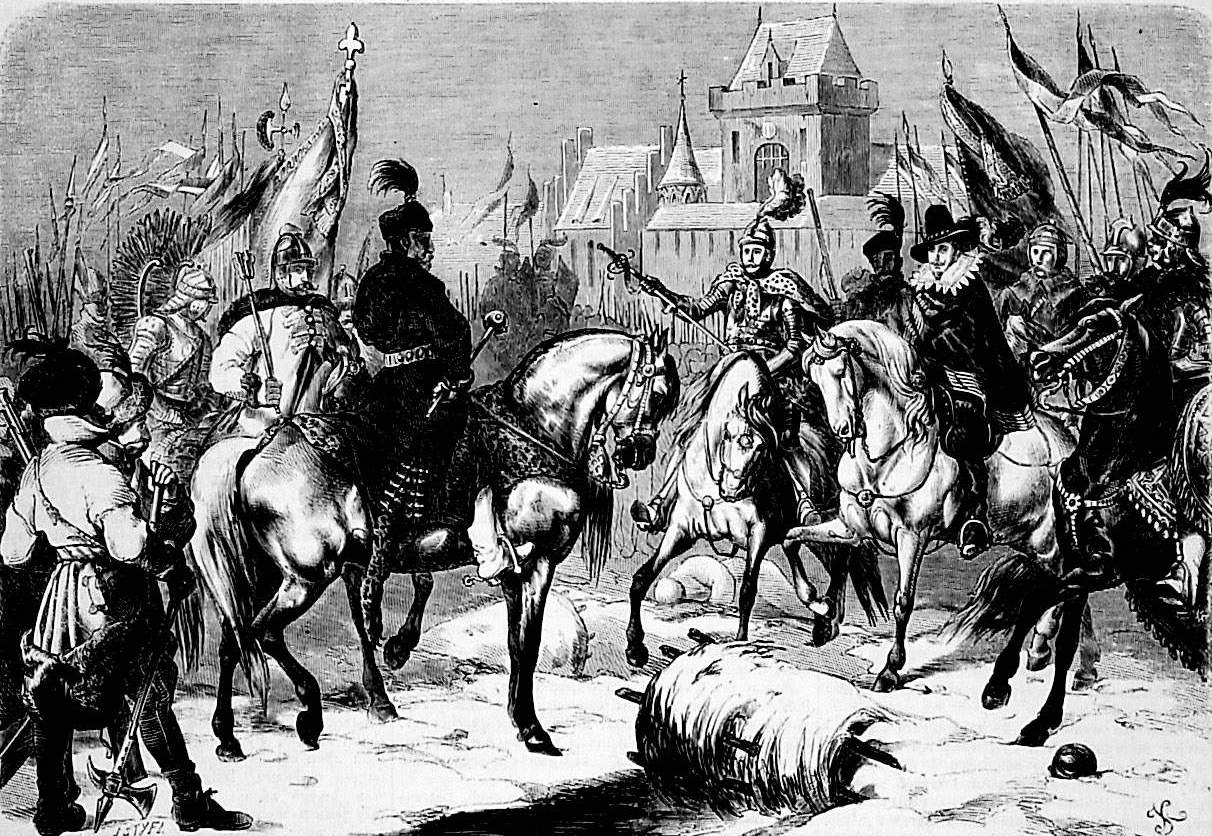
Капітуляція Максиміліана Під Бичиною

Після отримання амністії повернувся і був обраний послом Сейму (1600). Став одним з керівників рокошу М. Зебжидовського (1606—1609), виступаючи проти абсолютної влади короля з безконтрольною роздачею урядів, засилля єзуїтів та іноземців, за дотримання послами на Сейм своїх зобов'язань відносно інструкцій Сеймиків, обрання земських урядників на Сеймиках. На з'їзд з 10 тисяч рокошан під Любліном прибув з 700 піхотинцями, 150-кінною козацькою коругвою, 100-кінною хоругвою гусарів, артилерією. Під Яновцем 18 вересня 1606 року виникла загроза битви через просування кварцяного війська — С. С. покинув з своїм загоном лави рокошан, перебравшись на інший бік ріки і спаливши при відході за собою міст через Віслу. Напередодні битви під Гузовим покинув табір рокошан з своїм військом і подався до Ланьцуту (6 липня 1607).

## Майнові справи
Стадницького замолоду позивали до суду через насилля над сусідами. Він захопив 1573 року ліс Зофії зі Спрови, звідки вивозив вирубані дерева до своїх маєтків. Згодом здійснив напад на Переворськ, де підірвав міську браму, захопив у ратуші в'язницю для звільнення свого гайдука Станіслава Ілька (1573—1575), якому загрожувало обезголовлювання на пласі.

### Корнякти

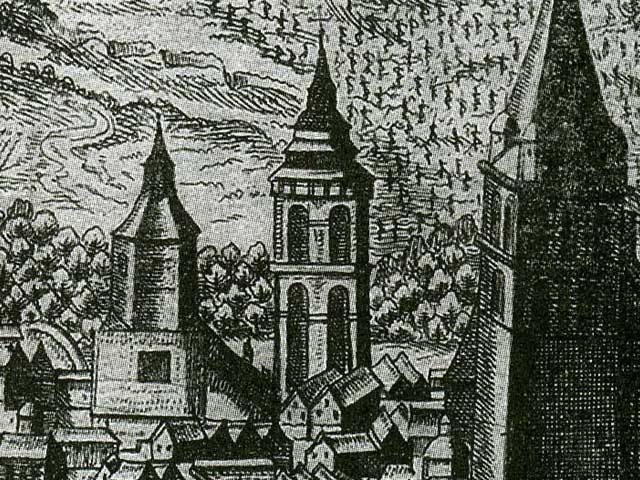
Вежа Корнякта і вежа ратуші на фрагменті панорами початку XVII ст.

Покійний чоловік Анни Сененської (1530-після 1585) взяв у Костянтина Корнякта 17 000 злотих під заставу міста Ланьцут. Стадницький підписав з Костянтином Корняктом угоду, що до повернення боргу він буде орендарем міста, а Анна Сененська вимушено відступила йому місто в обмін на якусь маєтність (1585). За неявку до королівського суду Стадницького присудили до баніції (1588). Потребуючи коштів, він взяв 30 000 злотих під заставу трьох селищ у Корнякта, який допоміг йому зняти покарання. Задля унеможливлення подання вимог по поверненні боргу він разом іншим боржником Геронімом Язловецьким вніс протест проти надання шляхетства Корнякту (1601), адже лише шляхта могла володіти землею. У Ланьцуті в монастирі домініканців С. С. облаштував нелегальну митницю.
Після смерті К. Корнякта-старшого Стадницький напав на віддані ним у заставу села Чорна, Кремениця, Альбігова, пограбував селян, спалив там фільварки і пригрозив спадкоємцям, щоб ті забули за борг у 47 000 злотих. В серпні 1603 Корнякт Костянтин з Білобок — син К. Корнякта — продав свою частку маєтків у Львівській землі, переселився до Перемиської землі Руського воєводства, де володів трьома укріпленими маєтками у Сосниці, Злотовцях і Білобоках. Через погрози С. С. фамільну скарбницю з резервом грошей, коштовності матері перевезли до більш укріпленого замку в Сосниці, але майже 1,5 тисячний загін Стадницького захопив і пограбував недобудований замок. Забрали навіть вікна, двері, замки, ручки з скринь. Було зґвалтовано дружину і доньок К. Корнякта молодшого, якого Стадницький два місяці утримував у підземеллі свого замку, примушуючи рід Корняктів підписати угоду про відмову від стягнення боргів, претензій за викрадені коштовності у Сосниці. Корнякт підписав угоду і сховався за мурами Львова, звідки подав нові позови за пограбування, ув'язнення. На суді в Переворську від гніву Стадницького ледь врятували своє життя правники Адам Жидівський і Андрій Свидницький, що провадили справу К. Корнякта. Стадницький з 1,5 тисячний військом підійшов під Львів, вільно увійшов до міста з гайдуками та примусив Корнякта підписати нову відмову від претензій перед міськими лавниками (1606). Після довгих років судових суперечок Трибунал присудив Стадницьким повернути Корняктам 100 000 золотих збитків, 42 000 золотих за зайняття замку у Сосниці. Для часткової компенсації збитків Стадницькі віддали маєтки у Журавиці (1622).

### Ян Томаш Дрогойовський

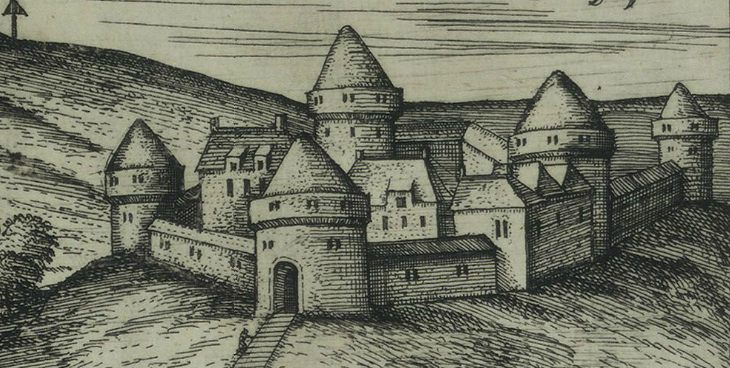
Замок у Перемишлі. фрагмент гравюри 1617 р.

Власник «Риботицького ключа» — перемиський староста Ян Томаш Дрогойовський (1535—1605) — не дозволив Стадницьким за рішенням суду заволодіти селищами свого урядовця, який виступав поручителем позик на 38 000 злотих (1603). Сам Я. Т. Дрогойовський перекупив у Стадницьких борг хорунжого Сяноцької землі Станіслава Тарнавського в 70 000 злотих і, згідно рішення суду, бажав зайняти селище в оплату боргу. Та хорунжий став орендарем, подарувавши селище Станіславу Стадницькому, що спровокувало початок приватної війни. Під Хировим атакували конвой С. Стадницького, приватне військо якого штурмувало королівський замок у Перемишлі, де боронився староста. Вистрілене із замку ядро потрапило у фарний костел, через що єпископ наложив на старосту прокляття. Їхні суперечки двічі безрезультатно спробував вирішити король. Я. Т. Дрогойовський заклав оборонний табір із заводненими ровами під приналежними хорунжому Угерцями, атакуючи звідтіля володіння суперників. Стадницькі знову атакували Перемишль. С. С. поранив списом у груди 70-річного Я. Т. Дрогойовського, який 12 листопада 1605 помер. На ту пору розпочався рокош М. Зебжидовського, поряд перебував з військом племінник вбитого Ян Гербурт. Він полонив у с. Хотинець С. Стадницького, відвіз до Низького замку Львова, де «гродський» суд мав би розглядати справу про вбивство шляхтича, королівського урядовця. Стадницький недовго перебував в ув'язненні, через заступництво впливових родичів його звільнили. На ту пору під місто підійшов з 1,5 тисячами вояків каштелян Адам Александер Стадницький і став табором біля собору св. Юра. До нього приєднався звільнений Станіслав, вони 15 днів облягали місто, вимагаючи видачі Гербурта. Зрештою супротивники замирились, на знак чого вистрілили з гармати по місту.
У цей час замок вбитого Я. Т. Дрогойовського у Риботичах атакували Ян Красицький, Мартин Стадницький, а Станіслав Стадницький 1606-го спробував захопити села у вдови старостини Ядвіги.

### Лукаш Опалінський

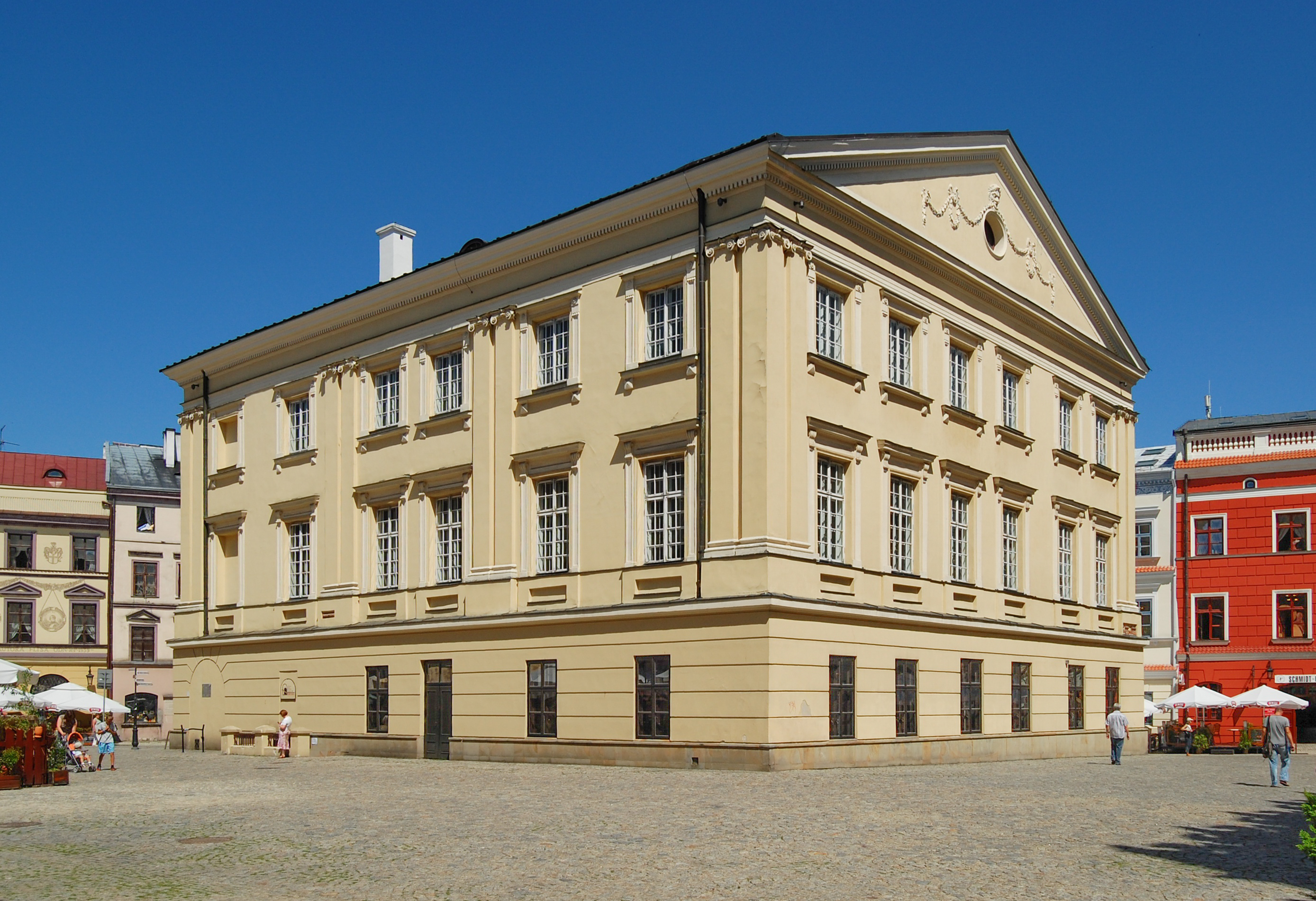
Трибунал Головний Коронний в Любліні

Лукаш Опалінський успадкував 1593 Лежайськ, староство. Згодом поміж старостою лежайським, маршалком Сейму і С. Стадницьким розпочалась найбільша приватна війна в історії Речі Посполитої (1606). Говорили, що все розпочалась з того, що у Опалінського викрали любимого карлика. Можливо, причиною ненависті сусідів було те, що Опалінські були фанатично віруючими католиками, а Стадницький не менш фанатичним лютеранином.
У сутичках Л. Опалінський на початку 1607 року втратив свою хоругву, в листопаді у битві під Луковим ледве втік живим від 7 сотень вояків ворога. Весною 1608 С. Стадницький захопив замок у Ленках, за що у відповідь староста здобув Ланьцут, де звільнив сотню полонених, виявив нелегальну митницю. Після спалення замку і Ланьцута Стадницький два роки провів у Риботичах, де жив у замку покійного Я. Т. Дрогойовського. Втрата Ланьцута спонукала Стадницького атакувати і спалити Лежайськ, належні Анні Опалінській села Ленка, Лукавець, Требовницько, Паліковку. Одночасно супротивники знищили володіння С. С. навколо Кремениці. Через брак коштів Опалинський не міг зібрати велике військо, через що викликав С. С. на особистий поєдинок, на що той не погодився. В ході війни з Л. Опалінським С. Стадницький пограбував, вбив 16 орендарів, пограбував 10 костелів, вбив близько 150 підданих ворога.
У захопленому замку Риботичів Стадницький приймав 1609 делегатів короля, що мали домовитись про замирення сторін (1609). Та замість примирення С. С. напав на людей Опалінського і поїхав до Любліна на засідання Коронного трибуналу для розгляду свого позову про насильство до Опалінського. Замість дозволених 30 слуг його супроводжувало кінний загін з 700 вояків, що під звуки сурм, барабанів прибули до міста. Вони побили міську сторожу, взявши під контроль міські брами, почали грабувати, палити житла міщан. При штурмі господи, де зупинився Опалінський, загинув його придворний. Міщани Любліна прийняли бій і розбили нападників. Спроба залякати міщан, суддів провалилась і через декілька днів Трибунал відхилив позов, заборонивши Стадницькому на 10 миль наближуватись до Любліна і присудивши сплатити відшкодування побитим міщанам.
Опалінському 1610 вдалось зібрати сильне військо завдяки підтримці родичів, зокрема Острозьких, які надали декілька сотень козаків. Значна частина шляхти тоді відвернулась від Стадницького. Він відчував загрозу через обмаль сил і перебрався до більш укріпленого замку у Войтиничах. 15 липня суперники захопили цей замок, де полонили дружину Стадницького. Йому вдалось втекти, залишившись без захисту укріплених мурів та очікуючи підходу навербованих декількох тисяч найманців з Семигороддя.

### Битва під Тарнавцем
С. Стадницькому довелось прийняти бій у відкритому полі з союзним військом Опалінського. Під Тарнавцем 14 серпня 1610 зійшлось до 6000 вояків приватних військ. Військо Стадницького втратило до 500 осіб вбитими і кинулось втікати з поля бою. С. Стадницький втік до лісу, де заховався за зрубаними деревами. Він визирнув з-за колоди і його виявили козаки. Зав'язалась сутичка на шаблях — і С. Стадницького добив татарин Перса пострілом з гаківниці. На тілі загиблого виявили 10 ран від ударів шаблею, списом. Лукаш Опалінський жалів, що Стадницького не захопили живим, але нагородив Перса. На Сеймі він отримав нобілітацію і шляхетне ім'я Перс Македонський. Тіло Стадницького виставили на огляд у Перемишлі.
Згідно легенди відрубану голову Стадницького якийсь шляхтич настромив на списа і привіз до Люліна, що б здобути прихильність своєї коханої Регіни Жегоцянки.
Для відзначення переможного завершення війни Лукаш Опалінський з дружиною Анною з Пілецьких заклав і вимурував костел у Лежайську (1618—1628).

## Післямова

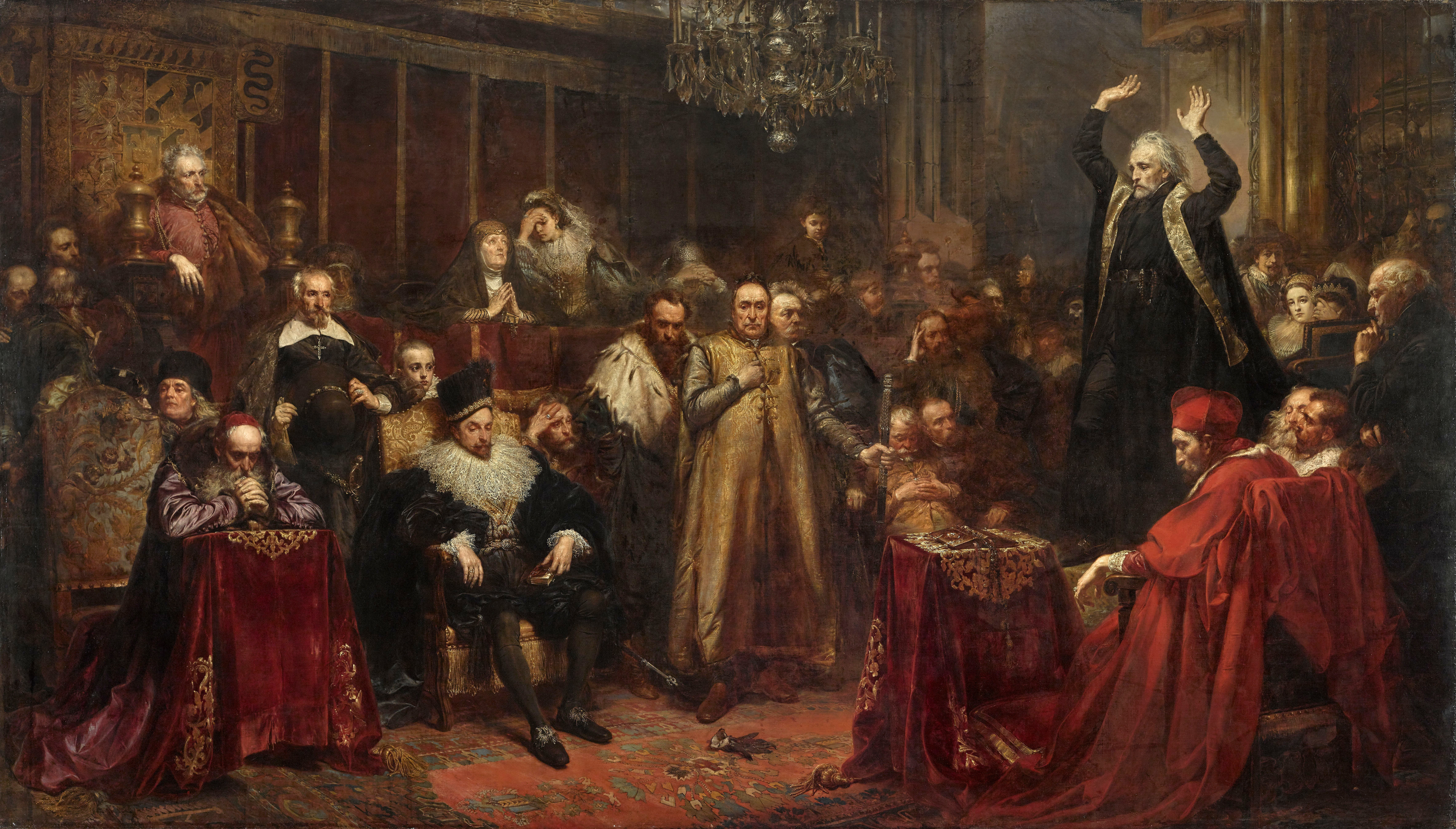
Казання п. Скарги. Худ. Я. Матейко. С. Стадницький зображений праворуч за плечима Зебжидовського у центральній групі «ворогів держави»

За легендою Стадницький посилав сповіщення сусідам шляхтичам, маєтками яких бажав заволодіти, і очікував відповіді. На знак неминучого нападу на чийсь двір стріляв чорною стрілою у браму.
Після загибелі «Диявола» до Ланцьцута прибув Сененський, який забрав коштовності у вдови С. С. і на возі відправив з дітьми з міста. Та він помилився, вважаючи що переміг. Вона швидко зібрала 200 вояків з війська чоловіка і відбила замок. Надалі Стадницькі вели судові процеси, нові війни. Сененські наполягали на неправому заволодінні майном, підкреслюючи винесення вироків баніції, інфамії покійному. Зрештою 1616 Люблінський трибунал залишив маєтності за Стадницькими. Вдова сварилась з братом покійного Мартином Стадницьким за право опіки над дітьми, яких вона зрештою викрала. Подорослішавші сини вигнали матір, яка незабаром померла. Брати тримали в ув'язненні сестру, якій згідно заповіту після одруження мали відійти маєтності. Їй вдалось одружитись з не менш буйним шляхтичем, разом з яким вона воювала з братами. Згодом в Римі отримала розлучення і поєдналась з ріднею.
Лукашеві Опалінському вдалось замиритись з Станіславом ІІ та Сигізмундом Стадницькими за 20 000 злотих, після чого вони розмежували володіння.
Частина польських історіографів через несприйняття його діяльності дали йому прізвисько «Диявол з Ланьцута».

### Художні твори
Постать С. Стадницького як антигероя стала популярною з ХІХ ст. у творах Александра Фредро (1793—1876), Владислава Сирокомля (1823 −1862), Владислав Белзи (1847—1913), Владислава Лозинського (1843—1913) Prawem i lewem. Obyczaje na Czerwonej Rusi w pierwszej połowie XVII wieku (1903), «Starosta zygwulski» Адама Креховецького (1850—1919).
Новий етап інтересу до постаті Стадницького розпочався з середини ХХ ст.:
- Ганна Янушевська «Rękopis Pani Fabulickiej» (1958);
- Казимир Коркозович «Pod czarcim kopytem» (1983);
- Йозеф Ген «Przypadky starościca Wolskiego», на основі чого була знята серія «Z Diabłem sprawa» серіалу «Rycerze i rabusie» (1984);
- Яцек Комуда «Diabeł Łańcucki» (2007);
- Маріуш Воллни «Kacper Ryx» (2007).

У образотворчому мистецтві найвідомішим є зображення С. Стадницького на картині Яна Матейка «Казання Петра Скарги».
У к.ХІХ ст. у маєтку графа Владислава Стадницького в Отрокові на Поділлі зберігався великий портрет Станіслава Стадницького, прозваного Diabeł пензля відомого польського художника доби романтизма Януарія Суходольського.